# John Swinney
John Ramsay Swinney (Edinburgh, 1964. április 13. –), a Skót Nemzeti Párt (SNP) elnöke (2000–2004, 2024-tól), 2024. május 8-tól Skócia első minisztere (tartományi miniszterelnöke).

## Életpályája
A Forrester High Schoolba járt. Ezután politológiát tanult az Edinburgh-i Egyetemen, ahol 1986-ban mesterfokozatot szerzett.  
John Swinney feleségül vette Elizabeth Quigley televíziós riportert, és van egy fia, aki 2010 októberében született. Swinney előző házassága további két gyermeke van.
1979-ben, 15 évesen Swinney csatlakozott a Skót Nemzeti Párthoz. 

## Fordítás
- Ez a szócikk részben vagy egészben  a   John Swinney című német Wikipédia-szócikk fordításán alapul.  Az eredeti cikk szerkesztőit annak laptörténete sorolja fel. Ez a jelzés csupán a megfogalmazás eredetét és a szerzői jogokat jelzi, nem szolgál a cikkben szereplő információk forrásmegjelöléseként.

| Előző Humza Yousaf | Skócia első minisztere 2024 – | Következő hivatálban |